# 설강화 : snowdrop
《설강화 : snowdrop》은 2021년 12월 18일부터 2022년 1월 30일까지 방송된 JTBC 토일 드라마다.

## 기획의도
1987년 서울을 배경으로 어느 날 갑자기 여자 기숙사에 피투성이로 뛰어든 명문대생 수호와 서슬 퍼런 감시와 위기 속에서도 그를 감추고 치료해준 여대생 영로의 시대를 거스른 절절한 사랑 이야기

## 제작진

### 제작
- 박준서
- 박상억

### 제작사
- 드라마하우스스튜디오
- JTBC 스튜디오

### 연출
- 조현탁 : ( tvN 금요드라마 《위기일발 풍년빌라》(연출), SBS 드라마스페셜 《대물》(공동연출), JTBC 수목미니시리즈 《친애하는 당신에게》(연출), tvN 월화미니시리즈 《후아유》(연출), JTBC 금토드라마 《하녀들》(연출), JTBC 금토드라마 《마녀보감》(공동연출), JTBC 금토드라마 《SKY 캐슬》(연출) 등 연출 )

### 극본
- 유현미 : ( KBS 1TV HD TV문학관 《향기로운 우물 이야기》(집필), KBS 1TV HD TV문학관 《혼자 우는 사랑》(집필), SBS 주말 특별기획 드라마 《그린 로즈》(집필), SBS 아침연속극 《사랑하고 싶다》(집필), KBS 1TV HD TV문학관 《달의 제단》(집필), SBS 금요드라마 《신의 저울》(집필), MBC 수목 미니시리즈 《즐거운 나의 집》(집필), KBS 2TV 수목미니시리즈 《각시탈》(집필), KBS 2TV 수목미니시리즈 《골든크로스》(집필), KBS 2TV 설날특집 2부작 드라마 《고맙다, 아들아》(집필), JTBC 금토드라마 《SKY 캐슬》(집필) 등 집필 )

## 등장 인물

### 주요 인물
- 정해인 : 임수호 (남, 27세) 역 - 본명 림태산, 남파공작원.

신림동 하숙생들 사이에서 '박정희의 경제개발정책'을 주제로 석사학위 논문을 준비 중인 베를린대학 경제학과 대학원생으로 알려져 있으나 실은 남파공작원.
- 지수 : 은영로 (여, 20세) 역 - 호수여대 영문과 1학년

호수여대 기숙사 안에서도 개성 넘치는 여대생들이 모인 207호의 분위기 메이커
- 유인나 : 강청야/김은혜 (여, 34세) 역 - 대학병원 외과 의사, 북에서 지시를 받고 올라온 모란봉 1호 남파 공작원.

- 장승조 : 이강무 (남, 36세) 역 - 안기부 대공수사1국 팀장

오직 빨갱이 잡는 한 길로만 걸어온 남자
- 윤세아 : 피승희 (여, 43세) 역 - 호수 여대 기숙사 사감

- 김혜윤 : 계분옥 (여, 24세) 역 - 호수 여대 기숙사 전화교환원

- 정유진 : 장한나 (여, 32세) 역 - 안기부 대공수사1국 요원

### 안기부 관련 인물들
- 허준호 : 은창수 (남, 56세) 역 - 안기부장, 애라의 남편. 영우와 영로의 아버지.

- 박성웅 : 남태일 (남, 54세) 역 - 여당 사무총장

- 이화룡 : 안경희 (남, 46세) 역 - 안기부 대공수사국장

- 김정난 : 홍애라 (여, 50세) 역 - 창수의 아내, 전직 영화배우. 영로의 새어머니.

- 정혜영 : 조성심 (여, 46세) 역 - 태일의 아내, 장군의 딸이다.

- 백지원 : 최미혜 역 - 경희의 아내, 패션 디자이너.

### 영로 주변 인물들
- 정신혜 : 고혜령 (여, 23세) 역 - 호수 여대 성악과 4학년

- 故 김미수 : 여정민 (여, 23세) 역 - 호수 여대 사학과 4학년 중도 하차

- 최희진 : 윤설희 (여, 20세) 역 - 호수 여대 가정관리학과 1학년, 백화양조 회장의 딸

- 안동구 : 최병태 (남, 23세) 역 - 혜령의 연인, 육군사관학교 생도.

- 김종수 : 김만동 (남, 67세) 역 - 호수 여대 기숙사 시설 관리인, 상범의 아버지. 북에서 보낸 또 다른 고정간첩 해금성 1호 (15, 16회)

- 남미정 : 오덕심 (여, 58세) 역 - 호수 여대 기숙사 주방아줌마

- 김정훈 : 김상범 (남, 32세) 역 - 만동의 아들, 조폭 똘마니.

- 송건희 : 은영우 (남, 23세) 역 - 창수의 아들, 영로의 오빠, 시위대에 참가했다는 이유로 강제 입대를 당했다. 애라의 의붓아들. (2회, 7회 ~ 8회)

### 수호 주변 인물들
- 김민규 : 주격찬 (남, 26세) 역 - 남파공작원

공작원을 양성하는 금성정치군사 대학을 졸업한 잘 벼린 도검, 성능 좋은 무기 같은 남자.
- 장인섭 : 리응철 (남, 22세) 역 - 남파공작원

- 이정현 : 박금철 역 - 남파공작원, 임수호의 부하

- 채원빈 : 림수희 역 - 임수호의 여동생

- 허남준 : 오광태 (남, 24세) 역 - 수호와 해달하숙집에서 지내는 후배, 한국대생. 한이섭 교수의 조교

- 전무송 : 림지록 (남, 64세) 역 - 통일전선부 부부장, 태산(수호)과 수희의 양부.

탁월한 지략과 책략에 협상 능력까지 갖춘 노회한 정치인
- 정애리 : 최수련 (여, 53세) 역 - 국가안전보위부 부부장, 출세를 위해 아들(리태산-임수호)을 버린 자 (15회)

림지록의 정적, 자신의 존재 근거는 오직 하나, 당에 대한 충성심뿐.

### 그 외 인물
- 지의정

- 박진우

- 공도은

- 정이서 : 신경자 역 - 호수여대 기숙사 사생회장

- 김정호 : 한이섭 역 - 한국대 교수, 야당 대선주자의 경제 브레인.

- 미상 : 한민재 역 - 이섭의 아들

- 미상 : 남파 공작원 역

- 안병식 : 갈상식 역 - 한경일보 기자

- 미상 : 제 대장 역

- 미상 : 최 실장 역

- 미상 : 코드 1 역

- 미상 : 천령도사 역

- 송훈 : 김기사 역 - 홍애라(은창수 안기부장의 아내, 김정난 배우)의 개인 기사

- 아히안 데가녜 르클레흐 : 린다 역

- 강문경 : 박무열 역(야당대표)차기 대권주자

### 특별출연
- 염정아 : 송혜주 역 - 호수여대 기숙사 다락방에서 자살한 사감

## 시청률
최저 시청률과 최고 시청률은 시청률 조사회사와 지역별로 시청률에 차이가 있을 수 있습니다.
| 시즌 | 시즌 | 에피소드 번호 | 에피소드 번호 | 에피소드 번호 | 에피소드 번호 | 에피소드 번호 | 에피소드 번호 | 에피소드 번호 | 에피소드 번호 | 에피소드 번호 | 에피소드 번호 | 에피소드 번호 | 에피소드 번호 | 에피소드 번호 | 에피소드 번호 | 에피소드 번호 | 에피소드 번호 | 평균 |
| 시즌 | 시즌 | 1             | 2             | 3             | 4             | 5             | 6             | 7             | 8             | 9             | 10            | 11            | 12            | 13            | 14            | 15            | 16            | 평균 |
| ---- | ---- | ------------- | ------------- | ------------- | ------------- | ------------- | ------------- | ------------- | ------------- | ------------- | ------------- | ------------- | ------------- | ------------- | ------------- | ------------- | ------------- | ---- |
|      | 1    | 711           | 992           | 없음          | 없음          | 691           | 470           | 800           | 600           | 759           | 660           | 724           | 703           | 664           | 665           | 693           | 846           | 713  |

| 회차   | 방송일    | AGB 시청률     | AGB 시청률   |
| 회차   | 방송일    | 대한민국(전국) | 서울(수도권) |
| 2021년 | 2021년    | 2021년         | 2021년       |
| ------ | --------- | -------------- | ------------ |
| 제1회  | 12월 18일 | 2.985%         | 3.235%       |
| 제2회  | 12월 19일 | 3.898%         | 3.687%       |
| 제3회  | 12월 24일 | 1.853%         | -            |
| 제4회  | 12월 25일 | 1.689%         | -            |
| 제5회  | 12월 26일 | 2.751%         | -            |
| 2022년 |           |                |              |
| 제6회  | 1월 1일   | 1.912%         | -            |
| 제7회  | 1월 2일   | 3.252%         | 3.491%       |
| 제8회  | 1월 8일   | 2.580%         | -            |
| 제9회  | 1월 9일   | 3.064%         | 3.562%       |
| 제10회 | 1월 15일  | 2.571%         | 2.489%       |
| 제11회 | 1월 16일  | 3.017%         | 3.127%       |
| 제12회 | 1월 22일  | 2.521%         | 2.805%       |
| 제13회 | 1월 23일  | 2.798%         | 2.851%       |
| 제14회 | 1월 29일  | 2.749%         | 3.180%       |
| 제15회 | 1월 30일  | 2.773%         | 2.734%       |
| 제16회 | 1월 30일  | 3.393%         | 3.438%       |

## 논란 및 앞이야기
대한민국 민주화운동 폄훼 논란으로 촬영중단 국민청원이 진행 중이다.
 민주화 운동에 북한의 개입이 없다는걸 몇번씩이나 증명했음에도 불구하고, 저 작품은 간첩을 주인공으로 했습니다.
그외에도 다른 인물들은 정부의 이름 아래 인간을 고문하고 죽이는걸 서슴치않은 안기부의 미화를 시도하고있습니다.
그저 작품의 설정이라 무시하는데 설정자체가 현재의 피해자에게 모욕을 주는것을 보면 노골적으로 정치의 압력이 들어간걸로만 보입니다.
자유는 자신이 자기멋대로 사는걸 의미하는게 아닙니다. 자신이 윈하는데로 사람죽이는걸 허용하는 뜻으로 받아들일 얼간이는 없겠죠.
현재 우리나라의 근간을 모욕하고 먹칠하는 이드라마의 촬영을 전부 중지시키고, 지금까지 촬영한 분량들또한 완벽하게 제게하여야 합니다.
부디 많은 응원부탁드립니다.

이에 JTBC는 민주화운동을 다루는 드라마가 아니라고 입장을 밝혔다.
JTBC가 드라마 ‘설강화’ 논란에 거듭 입장을 밝힙니다.
JTBC는 ‘설강화’에 대한 입장 발표 이후에도 여전히 이어지는 억측과 비난에 대한 오해를 풀고자 재차 입장을 전합니다.
현재의 논란은 유출된 미완성 시놉시스와 캐릭터 소개 글 일부의 조합으로 구성된 단편적인 정보에서 비롯됐습니다. 파편화된 정보에 의혹이 더해져 사실이 아닌 내용이 사실로 포장되고 있습니다. 물론, 이는 정제되지 않은 자료 관리를 철저히 하지 못한 제작진의 책임입니다.
이에 JTBC는 ‘설강화’의 내용 일부를 공개하며 이해를 구하고자 합니다.
1. 민주화 운동 폄훼 논란에 대해 말씀드립니다. ‘설강화’는 민주화 운동을 다루는 드라마가 아닙니다. 남녀 주인공이 민주화 운동에 참여하거나 이끄는 설정은 대본 어디에도 존재하지 않습니다. 오히려 80년대 군부정권 하에 간첩으로 몰려 부당하게 탄압받았던 캐릭터가 등장합니다.
2. ‘설강화’의 극중 배경과 주요 사건의 모티브는 민주화 운동이 아니라 1987년 대선 정국입니다. 군부정권, 안기부 등 기득권 세력이 권력유지를 위해 북한 독재 정권과 야합해 음모를 벌인다는 가상의 이야기가 전개됩니다.
3. 이런 배경 하에 남파 공작원과 그를 쫓는 안기부 요원이 주요 캐릭터로 등장합니다. 이들은 각각 속한 정부나 조직을 대변하는 인물이 아닙니다. 정권 재창출을 위한 부정한 권력욕, 이에 적극 호응하는 안기부에 대한 비판적 관점을 부각시키는 캐릭터들입니다. 그러므로, 간첩활동이나 안기부가 미화된다는 지적도 ‘설강화’와 무관합니다.
4. 안기부 요원을 ‘대쪽 같다’고 표현한 이유는 그가 힘 있는 국내파트 발령도 마다하고, ‘간첩을 잡는 게’ 아니라 '만들어내는' 동료들에게 환멸을 느낀 뒤 해외파트에 근무한 안기부 블랙요원이기 때문입니다. 또한 이 인물은 부패한 조직에 등을 돌리고 끝까지 본인이 옳다고 생각하는 일을 하는 원칙주의자로 묘사됩니다.
5. 극중 캐릭터의 이름 설정은 천영초 선생님과 무관합니다. 하지만 선생님을 연상케 한다는 지적이 나온 만큼 관련 여주인공 이름은 수정하겠습니다.
위 내용들을 토대로, 이 시간 이후부터는 미방영 드라마에 대한 허위사실을 기정사실인양 포장해 여론을 호도하는 행위를 자제해주시길 부탁드립니다. 좋은 작품을 만들고자하는 수많은 창작자들을 위축시키고 심각한 피해를 유발하는 행위라는 사실을 인지해주셨으면 합니다.
JTBC는 완성된 드라마로 좋은 평가를 받기 위해 최선을 다하겠습니다.

그러나 JTBC의 입장문 발표에도 민주화운동 역사 폄훼 논란은 해소되지 않았으며 국민청원 서명 인원이 2021년 4월 4일 기준 17만5000명을 넘어섰다.
그리고 앞과 같은 역사 왜곡이라는 점 때문에 협찬과 지원이 줄줄이 취소되고 있으며
설강화를 응원한 블랙핑크와 멤버 지수도 논란이 되고 있다.
결국 논란이 계속 커지자 JTBC는 논란을
해소하기 위해 12월 24일부터 3일간 연속으로
설강화를 방영하였지만 여전히 논란은 사그러들지 않고있었다.
하지만 안기부 팀장인 이강무 (장승조)와 호수여대 사감인 피승희 (윤세아)가 안기부는 '정권의 개'라고 비판함과 동시에 안기부가 저질렀던 만행들이 나오며 논란이 조금씩 사그라들고 있다.
최근 종영하였다.

## 수상 목록
- 2022년 제17회 서울 드라마 어워즈 한류드라마부문 여자연기자상 (지수)

## 같이 보기
- 대한민국의 텔레비전 드라마 목록 (ㅅ)
- 2021년 대한민국의 텔레비전 드라마 목록